# 岳步站
岳步站是佛山地铁3号线的一个车站，位于中国广东省佛山市顺德区岳步村西南与劳岳大道以东交界处。

## 车站结构

### 车站楼层
本站为地下两层岛式站台车站，主体结构总长209米。车站周边主要为未开发的农田。
| 地下一层 | 站厅     | 售票機、客服中心、商店、警务室、安检设施 |  |  |
| 地下二层 | 1 站台   | █3号线 中山公园方向（下站：大墩）        |  |  |
|          | 岛式站台 |                                          |  |  |
|          | 2 站台   | █3号线 顺德学院站方向（下站：潭洲会展）  |  |  |

### 站台
本站设有一个岛式站台，位于在建银桂路的地底。

### 出入口
本站开通初期设有B、C两个出入口。
|                                           |                                                       |      |          |                                  |
| 編號                                      | 设施                                                  | 图像 | 出口指示 | 建議前往的目的地                 |
| A                                         | 盲道标志 · 无障碍通道标志 · 升降机标志 · 扶手电梯标志 |      | 银桂路   | 华阳南路、岳步站北公交站（西行） |
| C                                         | 盲道标志 · 扶手电梯标志                               |      | 银桂路   | 劳岳大道、岳步站北公交站（西行） |
| 註： 設有 \| 設有 \| 設有 \| 設有扶手電梯 |                                                       |      |          |                                  |

## 接驳交通
| 巴士（岳步站北站） \| 编号 \| 编号 \| 线路 \| 线路 \| 线路 \| 收费 \| 运营商 \| 备注 \| \| ---- \| ---- \| -------- \| ---- \| -------- \| ---- \| -------- \| ---- \| \| \| 342 \| 良教公园 \| ⇆ \| 劳村公园 \| 2元 \| 顺德鸿运 \| \| |      |          |      |          |      |          |      |
| 编号 | 编号 | 线路     | 线路 | 线路     | 收费 | 运营商   | 备注 |
| | 342  | 良教公园 | ⇆    | 劳村公园 | 2元  | 顺德鸿运 |      |

## 历史
本站在规划和施工阶段的工程名为水口站。2016年11月18日，本站正式开工。2018年7月，本站主体结构封顶。2020年5月9日，本站开始进行机电工程施工。2022年，本站定名为岳步站，并于5月30日完成“三权”临时移交。
2022年12月28日，本站随3号线开通而启用。